# Силікати
Силіка́ти — солі силікатної кислоти.
Силікати (і полісилікати) у воді нерозчинні, за винятком силікатів натрію Na2SiO3 і калію K2SiO3.

## Розчинне скло
Силікати натрію і калію одержують сплавленням кремнезему з твердими лугами або з карбонатами
калію і натрію:
SiO2 + 2KOH → K2SiO3 + H2O↑
SiO2 + Na2CO3 → Na2SiO3 + CO2↑
Одержувані при цьому сплавлені солі мають вигляд склоподібної маси. Тому силікати натрію і калію називають розчинним склом, а водні їх розчини — рідким склом. Розчинне скло додають до цементу і бетону, щоб зробити їх водонепроникливими. Ним просочують тканини і дерево для надання їм вогнестійкості. З розчинного скла виготовляють вогнестійкі замазки, силікатний клей тощо.

## Природні силікати
Більшість природних сполук силіцію є похідними полісилікатних кислот. Коли до складу полісилікатів входить алюміній, тоді їх називають алюмосилікатами. Більшість гірських порід складаються з алюмосилікатів. До найпростіших полісилікатів і алюмосилікатів належать
- азбест CaMg3Si4O12, або CaO·3MgO·4SiO2;
- польовий шпат (ортоклаз) K2Al2Si6O16, або K2O·Al2O3·6SiO2;
- каолін H4Al2Si2O9, або Al2O3·2SiO2·2H2O;
- калійна слюда H4K2Al6Si6O24, або K2O·3Al2O3·6SiO2·2H2O.

Природні силікати під впливом вологи і вуглекислого газу повітря повільно руйнуються (вивітрюються). Наприклад, розклад польового шпату (ортоклазу) схематично можна представити таким рівнянням:
K2O·Al2O3·6SiO2 + CO2 + 2H2O → K2CO3 + Al2O3·2SiO2·2H2O + 4SiO2
Поташ вимивається водою, а каолін утворює глину з домішками піску. Оскільки польовий шпат у природі дуже поширений, то і глина утворюється в дуже значних кількостях.